# Tiercelet
Tiercelet és un municipi francès al departament de Meurthe i Mosel·la (regió del Gran Est). L'any 2007 tenia 659 habitants.

## Demografia

### Població
El 2007 la població de fet de Tiercelet era de 659 persones. Hi havia 233 famílies, de les quals 34 eren unipersonals (13 homes vivint sols i 21 dones vivint soles), 84 parelles sense fills, 102 parelles amb fills i 13 famílies monoparentals amb fills.
La població ha evolucionat segons el següent gràfic:

### Habitatges
El 2007 hi havia 260 habitatges, 243 eren l'habitatge principal de la família i 17 estaven desocupats. 234 eren cases i 25 eren apartaments. Dels 243 habitatges principals, 217 estaven ocupats pels seus propietaris, 21 estaven llogats i ocupats pels llogaters i 5 estaven cedits a títol gratuït; 1 tenia dues cambres, 12 en tenien tres, 54 en tenien quatre i 177 en tenien cinc o més. 218 habitatges disposaven pel capbaix d'una plaça de pàrquing. A 85 habitatges hi havia un automòbil i a 146 n'hi havia dos o més.

### Piràmide de població
La piràmide de població per edats i sexe el 2009 era:
| Homes | Edats   | Dones |
| ----- | ------- | ----- |
| 0     | 95 o +  | 0     |
| 1     | 90 a 94 | 4     |
| 0     | 85 a 89 | 7     |
| 2     | 80 a 84 | 1     |
| 4     | 75 a 79 | 8     |
| 8     | 70 a 74 | 7     |
| 15    | 65 a 69 | 9     |
| 10    | 60 a 64 | 17    |
| 17    | 55 a 59 | 12    |
| 33    | 50 a 54 | 28    |
| 32    | 45 a 49 | 27    |
| 14    | 40 a 44 | 25    |
| 19    | 35 a 39 | 16    |
| 10    | 30 a 34 | 12    |
| 14    | 25 a 29 | 20    |
| 17    | 20 a 24 | 8     |
| 15    | 15 a 19 | 13    |
| 17    | 10 a 14 | 16    |
| 12    | 5 a 9   | 12    |
| 12    | 0 a 4   | 9     |

## Economia
El 2007 la població en edat de treballar era de 446 persones, 306 eren actives i 140 eren inactives. De les 306 persones actives 288 estaven ocupades (163 homes i 125 dones) i 17 estaven aturades (9 homes i 8 dones). De les 140 persones inactives 36 estaven jubilades, 40 estaven estudiant i 64 estaven classificades com a «altres inactius».

### Ingressos
El 2009 a Tiercelet hi havia 240 unitats fiscals que integraven 605 persones, la mediana anual d'ingressos fiscals per persona era de 23.109 €.

### Activitats econòmiques
Dels 21 establiments que hi havia el 2007, 1 era d'una empresa extractiva, 1 d'una empresa de fabricació de material elèctric, 1 d'una empresa de fabricació d'altres productes industrials, 6 d'empreses de construcció, 5 d'empreses de comerç i reparació d'automòbils, 1 d'una empresa d'hostatgeria i restauració, 3 d'empreses financeres, 1 d'una empresa immobiliària, 1 d'una empresa de serveis i 1 d'una entitat de l'administració pública.
Dels 6 establiments de servei als particulars que hi havia el 2009, 3 eren tallers de reparació d'automòbils i de material agrícola, 1 paleta, 1 lampisteria i 1 electricista.

## Equipaments sanitaris i escolars
El 2009 hi havia una escola elemental.

## Poblacions properes
El següent diagrama mostra les poblacions més properes.